# Adrien Renard
Adrien Renard, né le 7 août 1905 à Roanne (Loire), mort le 29 mars 1979 à Saint-Quentin (Aisne), est un journaliste et un homme politique français.

## Biographie
Né dans un milieu modeste dans le département de la Loire, il travaille comme ouvrier dans l'industrie textile, d'abord dans son département de naissance puis dans l'Aisne à partir des années 1930. Parallèlement, il adhère à la CGTU et au PCF dans les années 1920. Il gravit rapidement les échelons et devient rédacteur en chef du journal communiste local L'Exploité ainsi que secrétaire adjoint chargé de la propagande puis secrétaire général de l'Union départementale (UD-CGT) de l'Aisne.
En raison de ces responsabilités au sein de la mouvance communiste, il est interné à partir d'octobre 1940 par le   gouvernement Daladier puis par le régime de Vichy. Il n'est libéré par un maquis FTP qu'en juin 1944 et rejoint la Résistance de Dordogne. Revenu dans l'Aisne en 1945, il reprend ses fonctions au sein de l'Union départementale de la CGT et devient rédacteur en chef de l'hebdomadaire La Liberté de l'Aisne. Il commence également une carrière politique en devenant conseiller général et député de l'Aisne la même année. À la tête de la liste départementale du PCF lors des élections législatives de juin 1946, novembre 1946, 1951 et 1956, il parvient à maintenir la domination de parti dans l'Aisne en fédérant de 38 à 33 % des voix à chaque scrutin. Candidat dans la deuxième circonscription de l'Aisne lors des élections législatives de 1958, il échoue à se faire réélire à cause du refus du candidat socialiste Jean Pierre-Bloch de se désister en sa faveur au second tour.
Éloigné de la scène politique nationale, il continue de s'investir dans la vie syndicale et politique locale. Il est ainsi premier maire-adjoint du Maire de Gauchy de 1962 jusqu'à sa mort le 29 mars 1979.